# جان ویلکینز
جان ویلکینز (انگلیسی: John Wilkins; ۱۴ فوریهٔ ۱۶۱۴ – ۱۹ نوامبر ۱۶۷۲) ریاضی‌دان، کشیش، فیلسوف، اخترشناس، دانشمند، متخصص الهیات، زنبوردار، طبیعت‌شناس، و نویسنده اهل انگلستان بود.